# Brune (race bovine)
Pour les articles homonymes, voir Brune.
La brune, précédemment appelée brune des Alpes, est une race bovine suisse. Elle est issue de la race suisse braunvieh importée en France aux XVIIIe et XIXe siècles.
C'est une race laitière adaptée au climat montagnard mais aussi à la chaleur. Son lait de qualité est utilisé pour la fabrication fromagère.

## Historique de la race

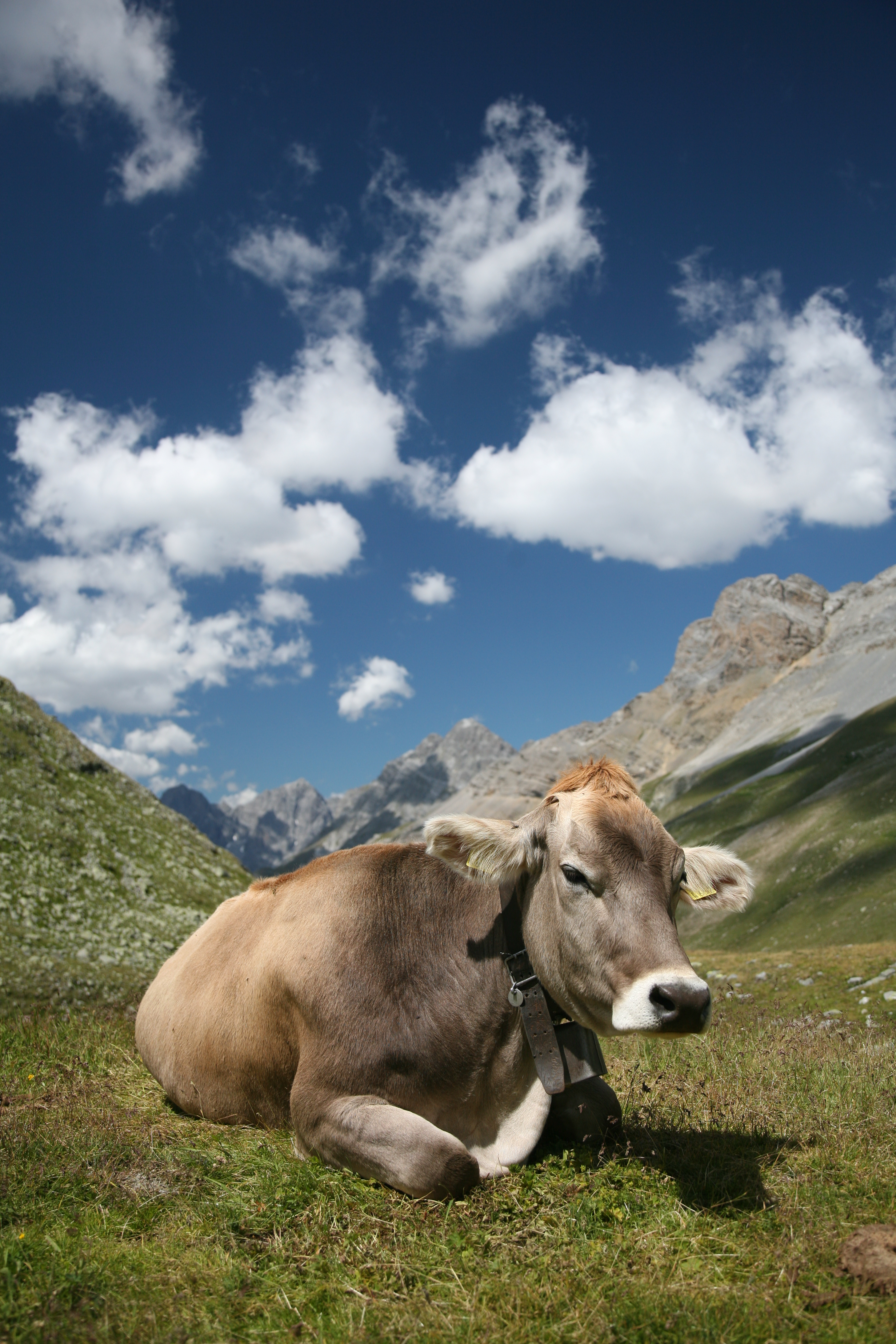
Vache brune en Engadine dans l'est des Alpes suisses, son berceau.

### Origines
La Brune des Alpes est une race qui semble particulièrement ancienne, comme en témoignent des fossiles retrouvés dans des pallafites de lacs suisses. Elle appartient au rameau brun, et semble descendre de croisements entre bos taurus primigenus, ou aurochs, et bos taurus crachyceros, sous-espèce de bovins apparue plus récemment. Ces croisements datent du Néolithique et pourraient être à l'origine d'une majeure partie du bétail européen. Diverses hypothèses ont été formulées concernant son origine exacte, qui reste mal connue. Elle est peut-être arrivée en Suisse avec les peuples venus de l'Est à la chute de l'Empire romain. Dans tous les cas, la race est installée depuis longtemps dans l'est de la Suisse. Elle y a été soumise à la dure sélection des vallées alpines et à la rudesse des alpages pendant plus d'un millénaire. Les frontières naturelles formées par les chaînes de montagne et les rivières, et l'absence de voies de communication a conduit à l'isolement des populations de bovins bruns. Chaque région a ainsi développé sa race, donnant des variantes blondes, brunes, grises, brun-rouge et même pie au contact de la simmental, l'autre race dominante en Suisse, très présente aujourd'hui dans l'Ouest du pays. Le poids, la corpulence et la taille des animaux présentent également des variations suivant la région où elle se trouve, en adaptation à la fertilité des sols et à la rigueur du climat. Au XVIe siècle, douze types différents de brunes étaient répertoriés. Limitée par une alimentation fruste et des méthodes d'élevage assez primitives, les bovins de l'époque sont seulement utilisés pour le travail et la production de viande, et demeurent d'une importance secondaire pour la population.

### Premiers pas de la sélection en Suisse
Une sélection rigoureuse visant à garder les plus beaux spécimens a été mise en place au XVIIe siècle dans l'élevage de l'abbaye de Einsiedeln dans le canton de Schwytz, qui peut être considéré comme le berceau de la race. Le couvent fournit ensuite des reproducteurs aux éleveurs du canton. Par ce début de sélection, on observe rapidement une augmentation de la taille des animaux.
On recherche ensuite rapidement à uniformiser le cheptel et à continuer d'opérer une sélection plus réfléchie des animaux. Ainsi le canton de Saint-Gall réglemente le choix des taureaux à partir de 1828, et celui de Schwytz octroie une prime aux taureaux de bonne conformation et bonne couleur. Le cheptel continue à progresser en qualité, et la race se structure petit à petit, avec le premier concours de la race Brune organisé à Langenthal en 1868, peu de temps avant que ne soit créé dans le canton de Schwytz le herd book intitulé « registre du noble animal de race Brune ». À la fin du XIXe siècle on fait la chasse aux sous-variétés qui demeurent nombreuses dans cette race, en abrogeant les primes octroyées à ces populations locales en 1893, avant que les divers syndicats locaux ne soient rassemblés au sein de la Fédération suisse de la race Brune des Alpes en 1897. La fédération parvient alors petit à petit à homogénéiser la race. L'amélioration des pratiques culturales et des méthodes d'élevage, l'intégration dans l'alimentation des animaux de fourrages de meilleure qualité, en plus des efforts réalisés dans la sélection a permis une hausse des performances. Ainsi, la race brune est devenue à la fin du XIXe siècle une race aux performances laitières intéressantes, et elle est élevée pour sa triple aptitude travail/lait/viande.

### Arrivée de la race en France
Les premiers animaux de race brune des Alpes sont importés en France en 1788 au haras du Dienay en Seine-et-Oise et dans la Côte-d'Or, où les moines de l'abbaye de Clairvaux l'introduisent pour améliorer le cheptel issu du plateau jurassique, avec peu de succès. Les importations sont ralenties par la Révolution française puis l'Empire, et ne reprennent qu'en 1827, sous l'impulsion du maréchal de Marmont qui incitent les éleveurs du Châtillonnais (Côte-d'Or) à améliorer leur cheptel avec des taureaux suisses. La Brune des Alpes rencontre un certain succès dans la région, et le comité d'agriculture de Châtillon-sur-Seine décide à partir de 1836 d'importer chaque année des taureaux suisses pour améliorer le cheptel local. Le comice d'agriculture de Dijon entérine dans les années 1850 le choix de la race Brune des Alpes pour améliorer le cheptel local, afin qu'une seule race soit importée et que les éleveurs aillent dans le même sens. De nouveaux taureaux sont donc importés en 1857, puis à nouveau dans les années 1870. Comme par contre peu d'efforts sont faits pour sélectionner la race en elle-même, cette politique d'importation a pour seul bienfait d'améliorer le cheptel existant, et il faudra attendre les années 1900 et le développement d'une sélection plus raisonnée par les éleveurs pour voir une amélioration significative des animaux. La race se structure réellement en 1911 lorsqu'est créé le "Syndicat des Éleveurs de la Race Brune des Alpes", association dont le siège est situé à Châtillon-sur-Seine et dont l'objectif et de créer le herd-book de la race et d'organiser sa sélection pour l'améliorer. Le 21 mars 1927, la race Brune des Alpes est officiellement reconnue par le ministère de l'Agriculture parmi les races d'origine étrangère. À partir de la région du Châtillonnais qui devient par le dynamisme de ses éleveurs un centre d'élevage majeur de la brune des Alpes, la race s'étend dans les départements de l'Aube, l'Yonne, la Haute-Marne et la Meuse, aux conditions pédoclimatiques similaires.
Parallèlement, la brune des Alpes est introduite dans le Tarn. Ainsi, vers 1850, M. Olombel, alors maire de Mazamet incite quelques industriels des environs de Castres et Mazamet à acquérir des bovins bruns venus de Suisse pour leurs métairies situées dans la montagne Noire. Les premiers résultats sont très satisfaisants et les importations de bétail se poursuivent durant une vingtaine d'années. Un autre éleveur, M. Rives, poursuit ce type d'importations à partir de 1875 à Escoussols, dans un premier temps pour croiser le bétail brun avec ces vaches de la race d'Anglès, sans chercher toutefois à obtenir des brunes des Alpes de pure race. Son fils, Charles Rives, continue son œuvre, mais au vu des meilleures performances affichées par les animaux importés, il poursuit les croisement si bien qu'il finit par obtenir un troupeau brun aux caractères fixés. Il loue notamment la faculté d'adaptation de la brune au climat local, et sa capacité à produire 2 600 à 3 000 L de lait dans des conditions d'élevage parfois médiocres. Son lait est bien adapté à la transformation fromagère, et elle produit des veaux de boucherie de 130 à 200 kg à trois mois et demi, tout en participant aux travaux des champs. D'autres éleveurs, M.Bourrel et M. Lamourelles l'imitent respectivement à Montolieu et Saissac, mais choisissent eux d'importer des géniteurs mâles et femelles de façon à avoir dès le départ un troupeau brun de race pure, méthode nettement moins économique mais plus rapide. Des éleveurs suivent la voie ouverte par ces quelques éleveurs influents, et petit à petit la race brune s'implante dans la région. Pour organiser une sélection judicieuse des animaux, un syndicat est créé en 1923 sur le versant nord de la Montagne noire (Mazamet, Saint-Amons et Labruigière), suivi quelques années plus tard d'un autre syndicat créé à l'initiative de M. Rives pour le versant sud, et adapté aux conditions climatiques et géologiques locales. Ces deux syndicats, visant à améliorer la race par la sélection, garantir sa pureté et assurer sa propagation, adoptent le standard établi par les éleveurs du Châtillonais. Là encore, à partir de ce second berceau la race s'étend dans les environs et s'implante dans le Tarn et l'Aude mais également en Ariège, dans le Gers, l'Aveyron et la Haute-Garonne.

### Évolution de la race au fil duXXesiècle
À la fin du XIXe siècle et au début du XXe siècle, la brune reste une race très mineure en France, dont les effectifs n'apparaissent pas au sein des diverses statistiques agricoles avant 1932. Elle est surtout réputée pour sa triple aptitude lait/viande/travail, et sa présence est très localisée sur le territoire. Toutefois, du fait de ses facultés d'adaptation et de sa bonne production, elle s'étend très rapidement en France à partir des deux berceaux dans lesquels elle est bien implantée. Ainsi, on compte en 1932 47 000 têtes de bétail brun, puis 88 000 en 1943 et jusqu'à 262 000 en 1958. La race atteint son apogée dans les années 1960, avec des effectifs à leur maximum et une aire de répartition qui s'étend petit à petit autour des deux berceaux. Mais à partir des années 1970 la Prim'Holstein et la montbéliarde supplantent les autres vaches laitières un peu partout en France grâce à leur productivité supérieure et leur sélection très bien organisée, quand celle de la brune commence juste à porter ses fruits. Ainsi les effectifs diminuent dans le dernier quart du XXe siècle, et alors qu'on comptait encore 96 500 vaches reproductrices brunes en France en 1979, elles ne sont plus que 42 100 en 1988 et 23 400 en 2000. Cette chute des effectifs est également due à l'apparition des quotas laitiers en 1984, qui ont conduit à une concentration du cheptel et une baisse importante du nombre de vaches laitières, et ont plus touché la brune que des races comme la Prim'Holstein ou la montbéliarde. Localement, la brune est concurrencée par la simmental, l'abondance ou la tarentaise, dont les produits bénéficient d'une bonne valorisation.

## Description

### Morphologie

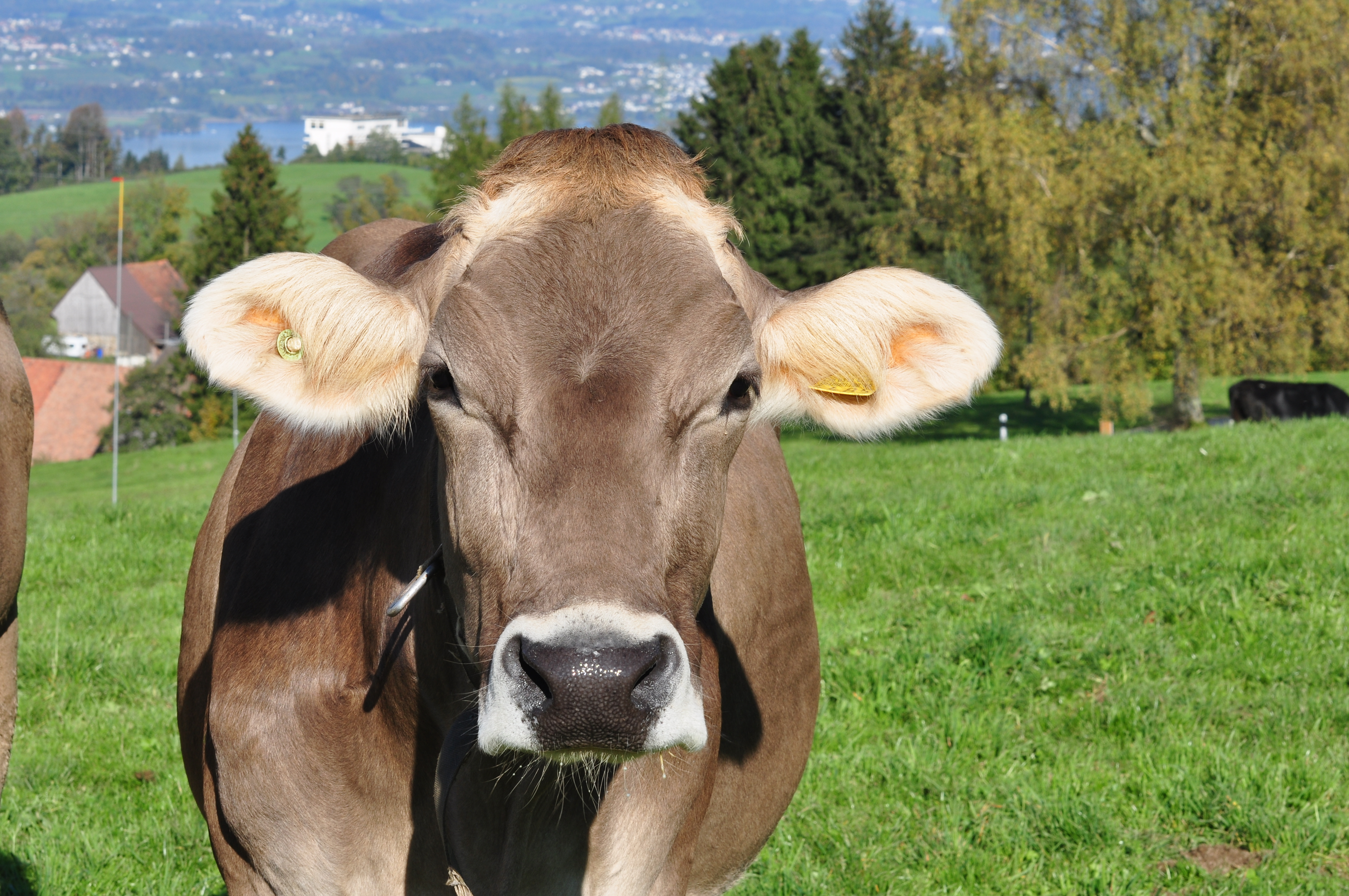
La brune est bien reconnaissable à ses oreilles plus claires.

Elle porte une robe brune uniforme allant du gris foncé au gris argenté, sauf le mufle plus clair. L'extrémité des cornes est noire. Les muqueuses sont foncées. L'intérieur des oreilles est velu et de couleur blanche, faisant penser à de la peluche. 
C'est une vache de grand format ; elle mesure 1,4 m au garrot pour 650 à 850 kg pour les femelles et 1,5 m pour 1 000 kg pour les mâles.

## Aptitudes
Autrefois appréciée pour sa triple aptitude lait/viande/travail, la sélection et le contexte actuel ont orienté la race vers une spécialisation dans la production de lait.

### Une race avant tout spécialisée laitière
Dès le XIXe siècle, la Suisse présente une production laitière notable issue de cette race bovine. Le troupeau du couvent d'Einsielden produit, par exemple, en moyenne 2 800 L de lait par vaches et par an entre 1872 et 1903, quantité relativement convenable pour l'époque. Des productions moyennes de plus de 4 700 L sont enregistrées en plaine en Suisse en 1936, et une vache, Maggi, est connue dans les années 1920 pour avoir atteint la production alors exceptionnelle de 9 653 L de lait en un an avec 3,8% de matière grasse, ce qui est exceptionnel à l'époque. La brune est par ailleurs réputée pour conserver une bonne production malgré des conditions difficiles, ce qui en fait une race appréciée en montagne et sur des sols pauvres. Ainsi, en Suisse en 1936 un troupeau a été enregistré avec une production moyenne annuelle de 3 800 L de lait à 2 300 m d'altitude. Sa rusticité et sa capacité à s'adapter à une alimentation pauvre lui permettent de se distinguer de races comme la normande, qui était plus productive à la sortie de la guerre mais voyait sa production fortement diminuer dans des conditions moins favorables que les riches pâtures de Normandie. C'est pourquoi la brune s'installe facilement à cette époque dans des régions aux sols pauvres,,.
Le lait de la brune est réputé pour sa capacité à être transformé en fromage. Il comporte en effet une bonne proportion de matière azotée, sans être excessivement gras. Lorsque l'on commence à s'intéresser sérieusement aux taux protéiques dans les années 1960, la brune devient donc particulièrement intéressante pour les éleveurs.
Elle est classée mixte, mais elle a avant tout un bon potentiel laitier, avec une production moyenne de 7 800 kg de lait par lactation. Il est riche en matières grasses (41 g/l de taux butyreux) et en protéines (33,7 g/l), et est intéressant pour la production de fromages de qualité. Ses qualités fromagères viennent également de la composition de ses caséines : 64 % des animaux possèdent le gène leur permettant de produire le variant B de la Kappa-caséine, qui favorise la transformation en fromage.

### Un petit potentiel boucher aujourd'hui délaissé
La race était autrefois réputée pour ses qualités bouchères. Ainsi au XVIIe siècle, le couvent d'Einsiedeln en Suisse valorisait bien les bœufs gras qui partaient pour Zurich, ainsi que les veaux qui pouvaient être vendus avant l'âge de deux ans. Dans sa description de la race en 1949, Huguier considère que la race n'est pas très bien adaptée à la production de viande. En effet c'est un animal osseux, avec des rendements de carcasse faibles, dépassant rarement les 55 %, à la viande peu persillée et aux veaux peu précoces et peu recherchés par les bouchers. Elle est de ce point de vue bien en deçà d'autres races mixtes comme la normande, et bien sûr des races bouchères spécialisées comme la limousine et la charolaise, mais garde tout de même un potentiel un peu plus important que les laitières spécialisées. Elle a en effet une croissance un peu plus importante que celles-ci. À partir de 1968, des semences de brown swiss, version américaine de la brune, sont importées en France, et par cette décision controversée par certains éleveurs qui voulaient conserver un potentiel boucher chez leurs animaux, la race s'oriente vers la spécialisation laitière aux dépens de la conformation et des aptitudes bouchères. Ainsi la race est de plus en plus spécialisée dans la production de lait, et la conformation des animaux se réduit petit à petit.

### Rusticité et qualités d'élevage
La brune est aussi appréciée pour sa fécondité, sa longévité, ses qualités de marcheuse, son endurance et son adaptation au plein air en montagne. C'est également une race précoce, et dès son arrivée dans le Sud-Ouest de la France elle était réputée pour pouvoir être fécondée à partir de 18 mois, contre 24 mois pour la Gasconne des Pyrénées et la saint-gironnaise. La brune était aussi réputée pour ses qualités au travail, même si elle n'avait pas la résistance de race comme la gasconne, elle était efficace tout en maintenant une production laitière correcte. Ses bœufs n'étaient pas aussi puissants que ceux du limousin, du salers ou du garonnais, mais étaient plus rustiques. Ils étaient appréciés pour leur tempérament vif et leur allure dégagée. Leurs onglons noirs ne s'usaient très peu et supportaient bien le fer. Elle semble être bien plus apte que les autres vaches laitières à supporter des températures élevées. Avec l'arrivée de la traction mécanique un peu avant la Seconde Guerre mondiale, on cesse cependant progressivement de l'utiliser à cette fin.
Par ailleurs la brune des Alpes arrive à se contenter de pâturages pauvres. Ces qualités de rusticité ont beaucoup joué dans son adaptation réussie en France, dans le Châtillonais où les terres pauvres accueillaient principalement des moutons avant l'arrivée de la brune, et un peu partout de le monde. Du fait de cette rusticité le vêlage est souvent plus facile que chez lez autres vaches laitières Sa résistance à la chaleur lui permet de s'adapter à des climats tropicaux ou subtropicaux.

## Sélection

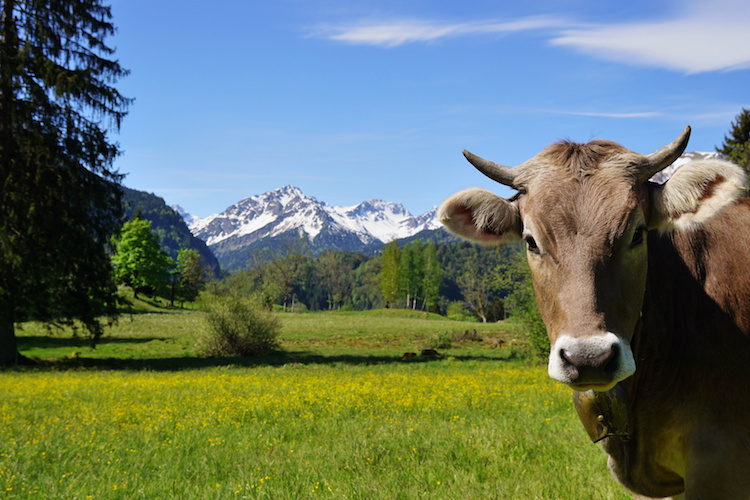
Vache dans le Parc National du Grand Paradis en Italie.

La sélection de la race brune est d'abord le fait de quelques éleveurs au XIXe siècle, qui la croisent avec les bovins locaux et cherchent à conserver les trois aptitudes de la race, c'est-à-dire ses capacités de travail, sa production de viande et sa production laitière, une triple aptitude dans laquelle la brune excelle. La sélection n'est alors pas très poussée. Elle s'organise un peu plus au début du XXe siècle, quand les éleveurs du Châtillonais se regroupent en 1911 pour former le "syndicat des éleveurs de la race Brune des Alpes", dont l'un des premiers travaux est de créer le herd-book et tenir à jour ce livre généalogique de la race. Sur le même principe, divers syndicats similaires voient le jour dans les différentes régions où la brune est implantée, si bien que l'on en compte 21 en 1949. Ces syndicats se rassemblent ensuite en fédérations, qui se mettent elles sous l'égide du livre généalogique de la race Brune des Alpes, qui siège à Paris depuis 1933 et est géré par le laboratoire de zootechnie de l'Institut National d'Agronomie. Le livre généalogique fixe les objectifs de sélection de la race, s'occupe de sa promotion et gère l'inscription des animaux. Dans les années 1960, le livre généalogique est fermé à l'entrée de nouveaux mâles, mais les femelles peuvent toujours être inscrites à titre initial à condition de présenter une note de pointage d'au moins 70 et une production laitière de 3 000 L pendant la première lactation ou 3 500 L pendant la seconde, à 35 g/l de matière grasse. Les animaux sont inscrits à titre définitif à l'âge d'un an à condition que leurs parents sont inscrits, qu'ils obtiennent une note de pointage d'au moins 75 et que leur mère produise une quantité de lait de 4 250 L à 37 g/l pendant une lactation. Par ailleurs, certains animaux aux caractéristiques de production exceptionnelles ont des signes distinctifs dans le herd-book : les femelles présentent un, deux ou trois L inscrit(s) en rouge sur le pedigree suivant qu'elles produisent plus de 3 000 L, 4 500 L ou 5 500 L de lait à 35 g/L de matière grasse en 305 jours, et les taureaux présentent un R rouge sur leur pedigree si leur conformation dépasse 84 points, que leurs ascendants sont inscrits depuis au moins quatre générations et que leurs mères aient produit en moyenne au moins 4 750 L de lait sur 3 lactations successives.
La sélection est rendue plus facile par le développement de l'insémination artificielle, qui permet de diffuser certains taureaux aux qualités exceptionnelles à grande échelle. Afin de bien repérer les meilleurs taureaux de la race, le herd-book et les coopératives d'insémination se dotent à partir de 1961 d'une station de testage. Celle-ci
En 1962, le herd-book brune adhère à la Fédération Nationale du Contrôle de Performances des animaux de boucherie. L'objectif est alors de conserver un bon équilibre entre la production de viande et la production laitière. On recherche des animaux bien conformés, avec un potentiel de croissance correct et une bonne efficacité alimentaire. Toutefois, dans un même temps, le livre généalogique envisage d'importer des semences américaines de brown swiss, race équivalente à la brune mais qui a été sélectionnée exclusivement sur sa production laitière, au détriment de la conformation des animaux. En 1968, des semences américaines sont importées en nombre, et les dirigeants des instances de la race, malgré les contestations de certains éleveurs, font clairement le choix d'orienter la brune vers la production laitière, et la race se spécialise donc petit à petit à compter de cette date.

## Diffusion

### Dans le monde

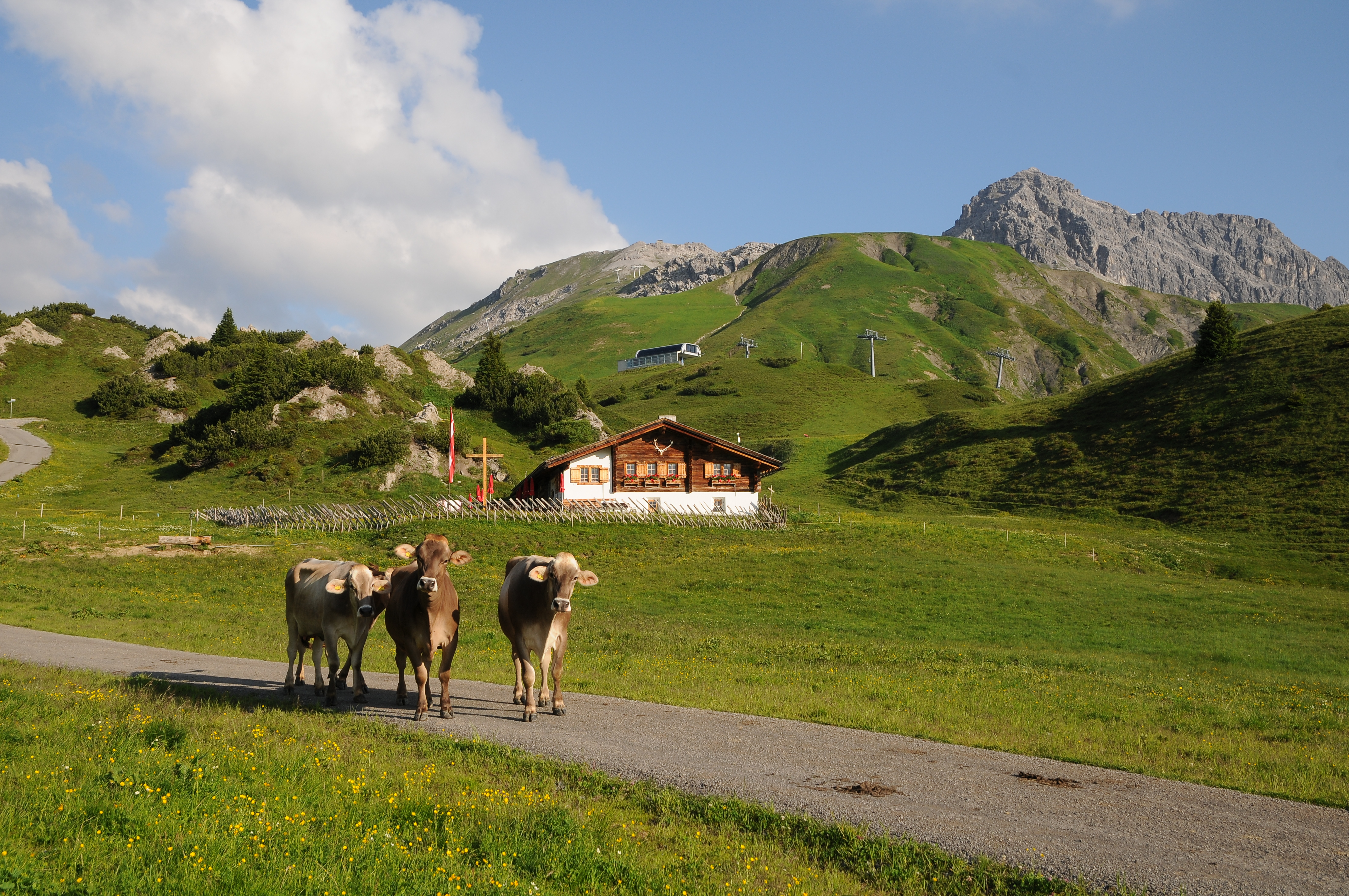
Vaches brunes sur une route en Autriche.

La brune est une race présente dans le monde entier, elle compte environ 10 millions de têtes (en comptabilisant tous les animaux, et pas seulement ceux inscrits dans un schéma de sélection), dont 3 millions en Europe. À ce titre, la brune suisse est la 2e race laitière au monde après la holstein. Elle doit cela à sa bonne production laitière et à sa capacité à s'adapter à tous les climats et tous les milieux. Ainsi, on la trouve dans toute l'Europe, et tout particulièrement dans les Alpes. Les cheptels les plus importants se trouvent ainsi en Suisse (220 000 animaux inscrits), en Allemagne (220 000 animaux), en Italie (90 000) et en Autriche (60 000), ainsi qu'en France (16 000) et un peu en Espagne (2 000). Elle aussi très présente en Amérique du Nord, avec 20 000 animaux inscrits aux États-Unis et 1 500 au Canada. On la rencontre également en Amérique du Sud au Brésil, au Chili et en Argentine, en Afrique du nord, en Asie en croisement avec des races indiennes et en Afrique, principalement au Sénégal, en Côte d’Ivoire, au Zaïre et en Afrique du Sud. Résolument internationale, elle dispose donc d'une base de sélection très large comptant environ 600 000 animaux.

### En France
Au XIXe siècle, leur race a intéressé leurs voisins et ils ont alors commencé à exporter leur bétail dans les régions alentour. Le cheptel français de race brune comprend environ 17 000 vaches, réparties dans trois zones : Nord-Est (Aube, Côte-d'Or), sud du Massif central (Tarn) et nord des Pyrénées (Ariège). Elle contribue fortement à la renommée des fromages AOC de Bourgogne et de Champagne (langres, époisses, chaource) et a montré sa capacité d'adaptation dans le Tarn et l'Ariège. Dans les années 1950 à 1960, la race s'étend autour de ses deux berceaux : au nord elle gagne à cette époque l'ensemble des départements de l'Aube et de l'Yonne, et au sud on la trouve désormais dans les Pyrénées-Orientales, la Haute-Garonne, l'Ariège et l'Aveyron et un nouveau foyer majeur apparait dans les Pyrénées-Atlantiques au sud de Bayonne. Elle continue cette lente extension, et en 1970 on la trouve dans tous les départements pyrénéens (Hautes-Pyrénées, Pyrénées-Orientales, Pyrénées-Atlantiques et Ariège), mais également dans le Tarn, le Gers, le Lot, le Tarn-et-Garonne, l'Aude, l'Hérault et l'Aveyron,. Toutefois à partir des années 1970 on note un recul de la race dans ses berceaux d'origine, où elle est fortement concurrencée, par la Prim'Holstein et la simmental au nord, par la Prim'Holstein dans les Pyrénées et par la Prim'Holstein et la montbéliarde dans le Tarn et les départements alentour. En recul là où elle était autrefois majoritaire, la brune apparaît par contre dans de nouvelles régions comme dans les Alpes, où elle est en concurrence avec la Tarentaise et l'Abondance, et depuis les années 1990 dans l'ouest du pays (Bretagne, Pays de la Loire et Normandie), où ses effectifs restent épars mais croissent petit à petit.